# Battaglia di Cherbourg
La battaglia di Cherbourg (in inglese Battle of Cherbourg, in tedesco Schlacht um Cherbourg, in francese Bataille de Cherbourg) avvenne tra il 22 giugno ed 1º luglio 1944 tra le forze americane e tedesche durante la seconda guerra mondiale nell'ambito della campagna di Normandia. Iniziata due settimane dopo lo sbarco Alleato del 6 giugno, essa vide la città di Cherbourg venire isolata e successivamente occupata; il porto della città normanna, ritenuto strategicamente fondamentale dagli Alleati, venne invece reso inservibile dai tedeschi e solo dopo tre mesi poté essere utilizzato per lo sbarco dei materiali.

## Piani Alleati

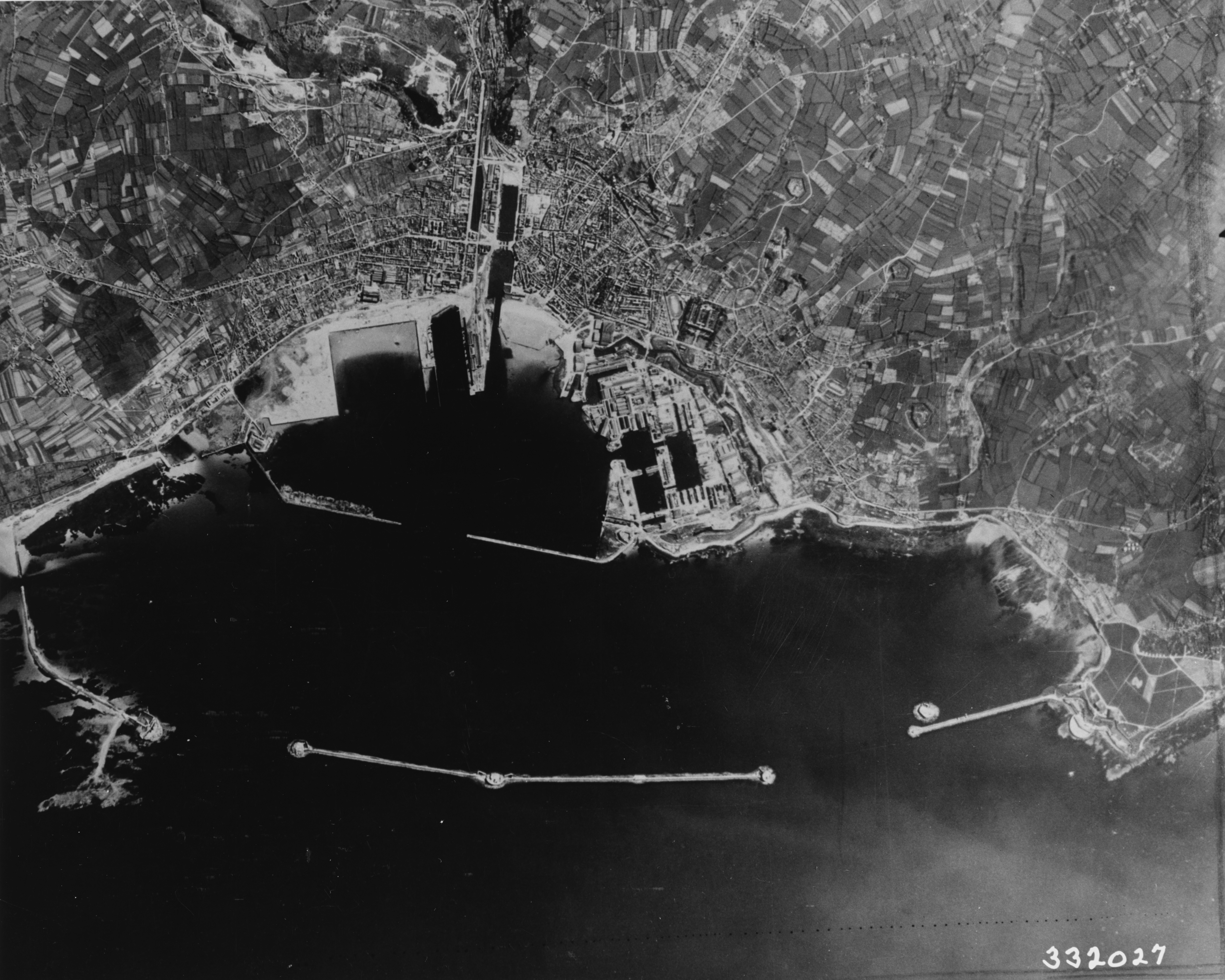
Fotografia aerea del porto di Cherbourg

Stendendo i piani della programmata invasione della Francia, gli strateghi Alleati riconobbero che sarebbe stato necessario occupare un porto sufficientemente profondo da permettere ai rinforzi di arrivare direttamente dagli Stati Uniti. Senza un approdo del genere, inoltre, l'equipaggiamento imballato sarebbe dovuto prima essere scaricato in un porto della Gran Bretagna, quindi disimballato e reso impermeabile per essere infine trasportato in Francia da alcune navi da sbarco.
Cherbourg, alla fine della penisola del Cotentin, rappresentava il maggiore obiettivo dalle caratteristiche richieste nelle vicinanze delle future spiagge di sbarco.
Al principio, gli Alleati decisero di non paracadutare le truppe direttamente sulla penisola del Cotentin, in quanto questo settore e le zone degli sbarchi principali sarebbero stati separati dalla valle del Douve, zona che i tedeschi avevano allagato aprendo le chiuse per impedire eventuali atterraggi nemici. Quando nel gennaio 1944 il generale britannico Bernard Law Montgomery fu nominato comandante delle forze di terra per l'invasione, decise di reintrodurre gli avio-lanci nella penisola del Cotentin, sia per allargare il fronte ed impedire alle truppe di rimanere sigillate in una stretta striscia di terra e sia per garantire una più rapida cattura di Cherbourg.

## Atterraggi
Nella notte tra il 5 ed il 6 giugno 1944, l'82ª Divisione Aviotrasportata e la 101ª Divisione Aviotrasportata americane si paracadutarono alla base della penisola di Cotentin. Anche se gli atterraggi furono sparpagliati, si riuscì comunque a ottenere il controllo della maggior parte dei percorsi per i quali il VII corpo d'armata americano, comandato dal generale Joseph Lawton Collins, sarebbe avanzato dopo gli sbarchi ad Utah Beach. All'alba del 6 giugno, la 4ª Divisione di Fanteria sbarcò a Utah Beach soffrendo poche perdite.
Per le forze appena sbarcate a Utah, era prioritario ricollegarsi con le altre teste di ponte Alleate, ad occidente. Il 9 giugno, la 101ª Divisione Aviotrasportata riuscì a guadare la valle allagata del Douve e, il 12 giugno, venne occupata la città di Carentan. La battaglia di Carentan si combatté in furiosi scontri casa per casa ma la città fu tenuta e il 13 giugno fu respinto un contrattacco portato dalla 17ª divisione SS panzergrenadier, comandata dal Brigadeführer Werner Ostendorff; lo scontro fu poi registrato come la battaglia del Bloody Gulch.

## Avanzata attraverso la penisola del Cotentin
I successi delle truppe aviotrasportate permisero al VII corpo di iniziare ad avanzare verso ovest per isolare la penisola di Cotentin e, allo scopo, esso fu rinforzato da ulteriori tre divisioni di fanteria. Il generale Collins spronò duramente le sue truppe, rimpiazzando i soldati in prima linea o trasferendo gli ufficiali se i progressi rallentavano.
I tedeschi che affrontavano il VII Corpo d'armata erano costituiti da un insieme di reggimenti e unità minori provenienti da diverse divisioni, molte delle quali avevano subito gravi perdite già affrontando i paracadutisti alleati i primi giorni di battaglia. Nessun unità corazzata tedesca poteva essere inviata nella penisola del Cotentin a causa della minaccia Alleata alla città di Caen, più a est. In più, l'allagamento della valle del Douve (causato dagli stessi tedeschi) ostacolava l'arrivo della fanteria di rinforzo, poiché le zone allagate proteggevano il fianco meridionale degli Alleati.
Per il 16 giugno non c'erano più ostacoli naturali di fronte alle truppe americane. Il comando tedesco era confuso sul da farsi: i generali (fra i quali il famoso feldmaresciallo Erwin Rommel) volevano far ritirare le truppe al di là delle fortificazioni del Vallo Atlantico di Cherbourg, dove avrebbero potuto contrastare - almeno per qualche tempo - l'assedio alleato. Adolf Hitler, invece, ordinò dal suo quartier generale nella Prussia Orientale di mantenere il fronte anche se ciò comportava il rischio di una disfatta.
Il 17 giugno, in un classico e repentino cambio d'opinione, Hitler fu d'accordo sulla ritirata, ma specificò una nuova, illogica linea difensiva che si estendeva lungo tutta la penisola del Cotentin, appena a sud di Cherbourg. Rommel cercò di protestare contro quest'ordine; nonostante ciò, destituì il generale Farmbacher, comandante del LXXXIV Corpo d'armata tedesco che stava cercando di aggirare l'ordine.

## Avanzata su Cherbourg

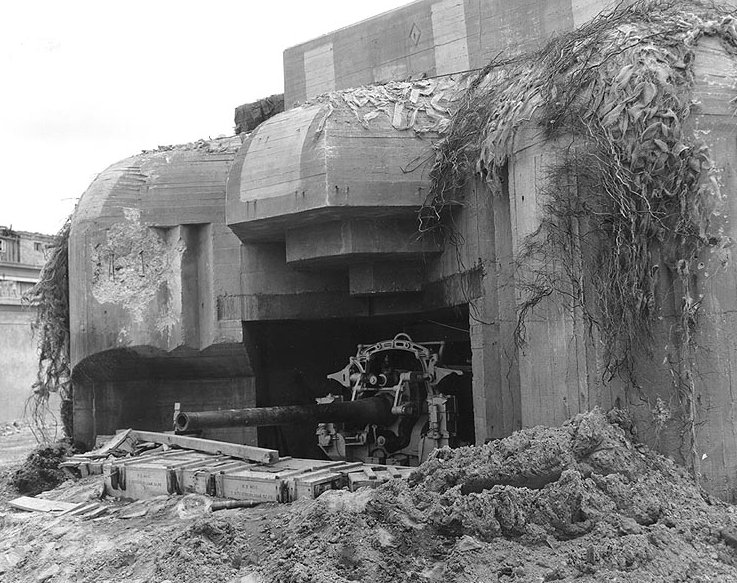
Una postazione d'artiglieria tedesca

Il 18 giugno 1944, la 9ª divisione di fanteria raggiunse la costa occidentale della penisola. Nel giro di ventiquattr'ore, le divisioni di fanteria 4ª, 9ª e 79ª stavano già avanzando verso nord in un largo, compatto fronte. Sul fronte occidentale, non ci fu quasi nessun opposizione da parte dei tedeschi; sul fronte orientale, l'esausta difesa di Montebourg collassò. Gli Alleati ritrovarono diversi grandi depositi di missili V-1 e un'installazione di lancio dei più recenti V-2 a Brix.

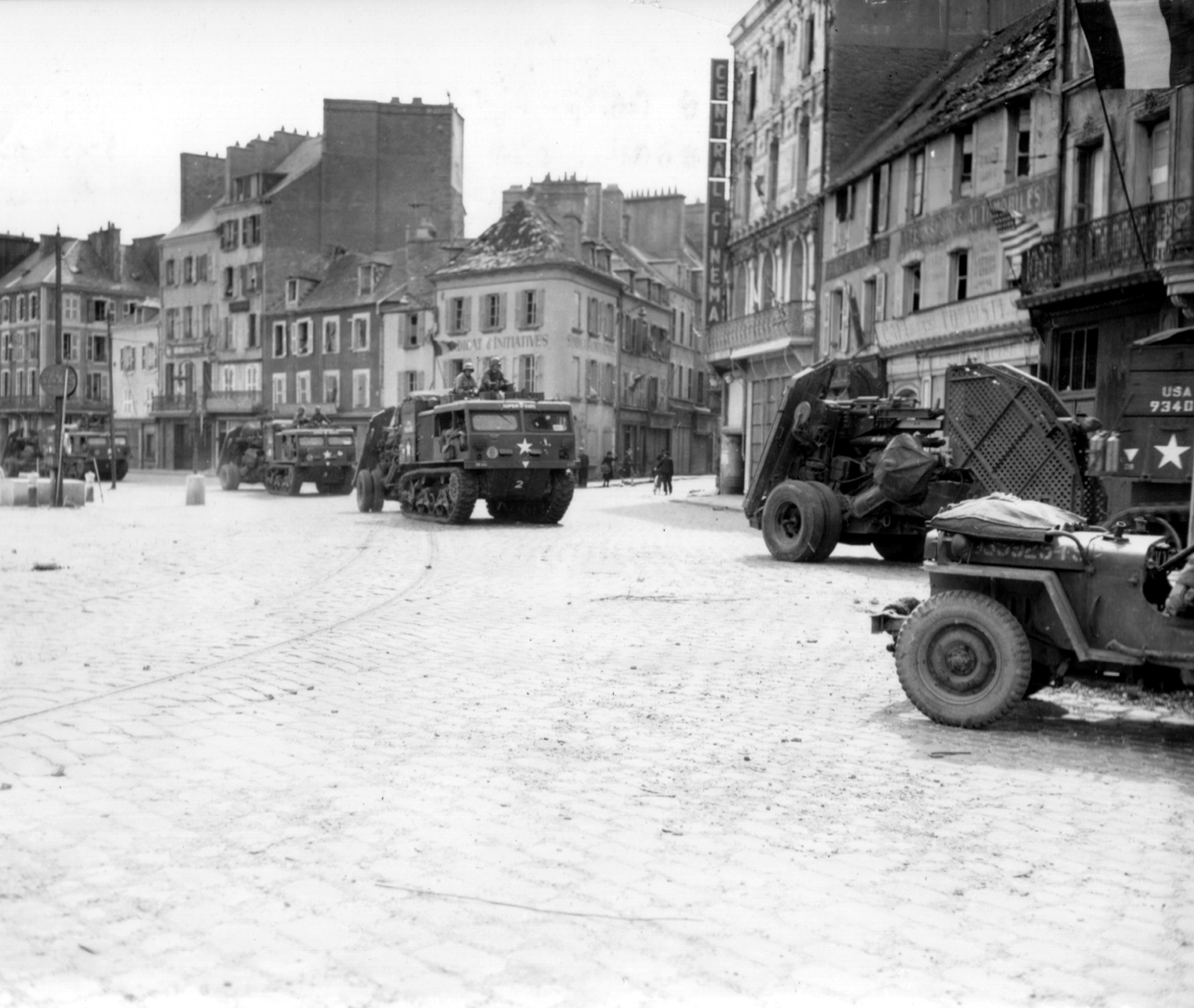
Truppe americane in piazza a Cherbourg

Nel giro di due giorni, le divisioni americane erano a portata di tiro di Cherbourg. Il comandante della guarnigione tedesca, il tenente generale Karl-Wilhelm von Schlieben aveva a sua disposizione 21 000 uomini dei quali molti erano marinai frettolosamente arruolati oppure addirittura zappatori e altri manovali militarizzati. Le truppe che si erano ritirate fino a Cherbourg (fra le quali la 709ª divisione di fanteria tedesca, comandata dallo stesso von Schlieben) erano stanche e disorganizzate. C'era inoltre una penuria di cibo, armi, munizioni e carburante. La Luftwaffe provvide a paracadutare una piccola quantità di rifornimenti che si rivelarono costituiti quasi esclusivamente da oggetti inutili, come medaglie (Croci di Ferro, ad esempio), che sarebbero dovuti servire ad alzare il morale delle truppe. Nonostante tutto ciò, von Schlieben rifiutò l'offerta di resa ed iniziò a sabotare il porto, in questo modo gli alleati non lo avrebbero potuto sfruttare finché non fossero riusciti a bonificarlo.
Collins lanciò un assalto generale il 22 giugno. La resistenza tedesca fu dura all'inizio, ma gli americani riuscirono a conquistare progressivamente i bunker e le casematte di cemento occupate dai tedeschi. Il 26 giugno, la 79ª divisione riuscì a conquistare Fort du Roule, che dominava la città e le sue difese; questo pose fine ad ogni possibile tentativo di difesa organizzata da parte dei tedeschi: von Schlieben stesso fu catturato e le difese del porto e dell'arsenale furono costrette ad arrendersi in pochi giorni, dopo una resistenza puramente simbolica. Le ultime sacche di resistenza tedesche furono definitivamente conquistate il 1º luglio.

## Conclusioni
I tedeschi avevano così gravemente ostruito e minato il porto di Cherbourg che Hitler stesso premiò con Croce di Cavaliere della Croce di Ferro l'Ammiraglio Walter Hennecke il giorno seguente alla sua resa per "un'impresa senza precedenti negli annali della difesa costiera".
Il porto non fu in grado di sostenere nemmeno un traffico limitato fino a metà agosto; le prime navi in grado di accedere arrivarono invece alla fine di luglio. Il bilancio netto delle operazioni, comunque, non poté che essere largamente sfavorevole all'Asse, che aveva perduto una importante battaglia.
Il comandante della 7ª armata tedesca, il generale Friedrich Dollmann, si suicidò il 29 giugno quando seppe che era stato richiesto il suo deferimento alla corte marziale da parte di Hitler, che lo incolpava della perdita della città francese; il comando dell'armata fu assunto dal comandante del II. SS-Panzerkorps, l'Oberstgruppenführer Paul Hausser.